# راندن (فیلم ۱۹۹۷)
«راندن» (به انگلیسی: Drive) یک فیلم ویدئویی آمریکایی در ژانر اکشن به کارگردانی استیو وانگ است که در سال ۱۹۹۷ منتشر شد. از بازیگران آن می‌توان به مارک داکاسیوس، کادئم هاردیسون، بریتانی مورفی، تریسی والتر، و جان پایپر-فرگوسن اشاره کرد.